# Jungermanniales
Jungermanniales е разред чернодробни мъхове, включващ около 90% от видовете в този клас. Някои видове имат проста таломна структура, при други таломът е широк, със средна жилка и листоподобни странични части, но за повечето видове Jungermanniales е характерно ясното разграничение на стъбло и листа, което не се среща при другите чернодробни мъхове.

## Семейства
- Acrobolbaceae
- Adelanthaceae
- Antheliaceae
- Arnelliaceae
- Balantiopsidaceae
- Blepharidophyllaceae
- Brevianthaceae
- Bryopteridaceae
- Calypogeiaceae
- Cephaloziaceae
- Cephaloziellaceae
- Chonecoleaceae
- Delavayellaceae
- Frullaniaceae
- Geocalycaceae
- Goebeliellaceae
- Grolleaceae
- Gymnomitriaceae
- Gyrothyraceae
- Herbertaceae
- Herzogianthaceae
- Jackiellaceae
- Jamesoniellaceae
- Jubulaceae
- Jubulopsidaceae
- Jungermanniaceae
- Lejeuneaceae
- Lepicoleaceae
- Lepidolaenaceae
- Lepidoziaceae
- Lophocoleaceae
- Mastigophoraceae
- Myliaceae
- Neotrichocoleaceae
- Perssoniellaceae
- Phycolepidoziaceae
- Plagiochilaceae
- Pleuroziaceae
- Porellaceae
- Pseudolepicoleaceae
- Ptilidiaceae
- Radulaceae
- Scapaniaceae
- Schistochilaceae
- Solenostomataceae
- Trichocoleaceae
- Trichotemnomataceae
- Vetaformataceae